# Jay Barrs
Jay Barrs (n. 17 iulie 1962, Florida, SUA) este un arcaș ce a reprezentat Statele Unite ale Americii, medaliat olimpic. A participat la două ediții ale Jocurilor Olimpice (1988, 1992) în care a câștigat o medalie de aur și o medalie de argint.